# Кити О’Нил
Кити Лин О'Нил (24. марта 1946. - 2. новембра 2018.) је била америчка каскадерка и тркачица, позната као "најбржа жена на свету." Болест ју је у раном детињству оставила глуву, а због неких других болести јој је ускраћена прилика да оствари каријеру рониоца. Каријера Кити О'Нил као каскадерке и тркачког возача је довела до њеног појављивања у телевизијском филму као и настанка сопствене акционе фигуре. Њен ракорд за најбржу жену на копненој подлози и далје је нетакнут.

## Детињство и младост
Кити Лин О'Нил рођена је у Корпус Кристи, Тексас, 24. марта 1946. Џон О'Нил, њен отац, био је официр Ратног ваздухопловства Сједињених Држава. Погинуо је у паду авиона током Китиног детињства. Њена мајка Патси Комптон О'Нил била је рођена Чироканка. Са само пет месеци старости, Кити О'Нил се заразила са више различитих болести које су резултирале њеним губљењем слуха. Након што је у њеној другој години глувоћа постала изразито очигледна, њена мајка је одлучила да је учи како да чита са усана и говори. Њена мајка је временом постала логопед и основала школу за ученике са оштећењем слуха у Вичита Фолсу, Тексас .
Као тинејџер, Кити постала скакач са платформе од 10 метара и 3 метра са одскочне даске. Освојила је и шампионат Аматерске атлетске уније за роњење . Тренирала је почетком 1962. године са тренером роњења Самуелом Лијем. Пре квалификација за Олимпијаду 1964. године сломила је зглоб и заразила се менингитисом кичме, што је била претња за њену споспобност да хода и спречило је да се придружи олимпијској ронилачкој репрезентацији. Након опоравка од менингитиса изгубила је интересовање за роњење и окренула се скијању на води, роњењу, падобранству и једрење на ваздушној једрилици, наводећи да скакање није било довољно застрашујуће за њу. У својим касним 20-има подвргла је два третмана рака.

## Тркачка и каскадерска каријера
До 1970. године О'Нил је учествовала и у тркама на води и на копну, учествујући у Баја 500 и Минт 400 . Упознала је каскадере Хал Нидхам и Рона Хамблетона док су тркали мотоцикле, и живјела с Хамблетоном, одустајући од трка на неко време. Средином 1970-их ушла је у каскадерске послове, тренирајући са Неедхамом, Хамблетоном и Даром Робинсоном. Године 1976. је постала прва жена која је наступила са Стунтс Унлимитед, водећом каскадерском агенцијом. Као каскадерка појавила се у филмовима "The Bionic Woman", Airport '77, The Blues Brothers, "Smokey and the Bandit II"и друге телевизијске и филмске продукције. Године 1978. њена каскадерска каријера инспирисала је акциону фигуру Китти О'Неил, коју је направио Мател.
Током снимања епизоде "Wonder Woman" из 1979. године, О'Нил је ангажована да изведе тежак каскадерски акт за Џени Епер, уобичајени каскадерски двојац за Линду Картер. У том је тренутку поставила женски рекорд високог пада од 39 метара у 39 стопа у 12-спратној долини Хилтон у граду Схерман Оакс у Калифорнији. Због своје мале тежине од 44 килограма је могла да издржи такве ударне силе. Касније је оборила свој рекорд падом из хеликоптера високим 197 метара. О'Нил је поставила женски рекорд у брзини на води од 443 km/h, а 1970. године је држала рекорд женског скијања од 168,74 km/h . 

## Рекорд за обарање брзине на копну
Године 1976. у југоисточној Орегон Алворд пистињи, О'Нил је поставила рекорд у копненој брзини за женске возаче. Пилотирала је ракетни аутомобил с погоном на три точка на хидрогех пероксид који је изградио Бил Фредрик и назвао „СМИ мотиватор“. Средња брзина је била 825.127 km/h, а максимална брзина 999 km/h.
О'Нилине вожње су наводно користиле 60% расположиве снаге, а О'Нил је проценила да је могла да прекорачи 1.100 km/h пуном снагом.

### Покушаји спречени од стране спонзора
Ограђена својим уговором, О'Нил се борила са спонзорима. Уговорено је да обори само рекорд копнене брзине код жена, а обавезна је да дозволи Халу Недхаму да постави укупни рекорд. Према њеном уговору, она није требало пређе 640 km/h. Недхамов спонзор, компанија за производњу играчака "Marvin Glass and Associates", је успео да заустави даље вођење компаније О'Неил. Портпарол је наводно рекао да је "неподношљиво и понижавајуће за жену да постави рекорд за копненоу брзину." Недхам није поставио рекорд, нити је возио аутомобил, а правни напор О'Нила и Хамблетона да дозволе О'Нил још један покушај није успео. Спонзори су добили негативан публицитет због уклањања Кити О'Нил из аутомобила.

## Касније године и смрт
Године 1977. у пустињи Мојаве, О'Нил је пилотирала ракетним драгстером са погоном на хидроген пероксид који је изградио Кај Михаелсон са просечном брзином од 449,8 km/h. Пошто се трка није поновила по НХРА правилима, она није призната за званични рекорд. Године 1979. О'Неилина искуства послужила су као основа за биографски филм Тиха победа: Прича о Кити О'Неил, у коме глуми Стокард Ченинг. О'Нил је прокоментарисаола да је отприлике половина филма тачан приказ.
О'Нил је одступила од рада са каскадерима 1982. године након што су њене колегице из каскадера погинуле током извођења. Преселила се у Минеаполис са Михаелсоном, и на крају се преселила у Еуреку, Јужна Дакота, са Рејмондом Валдом. Када се повукла, О'Нил је поставила 22 рекорда брзине на земљи и води. Умрла је 2. новембра 2018. од упале плућа у Еуреки, Јужна Дакота у 72. години живота.
Године 2019. добила је награду "Oscars In Memoriam".